# Епархия Кафанчана
Епархия Кафанчана (лат. Dioecesis Kafancanus) — епархия Римско-Католической церкви c центром в городе Кафанчан, Нигерия. Епархия Кафанчана входит в митрополию Кадуны. Кафедральным собором епархии Кафанчана является церковь святого Петра Клавера.

## История
10 июля 1995 года Римский папа Иоанн Павел II издал буллу Cum ad aeternam, которой учредил епархию Кафанчана, выделив её из архиепархии Кадуны.

## Ординарии епархии
- епископ Joseph Danlami Bagobiri (1995 — по настоящее время).

## Источник
- Annuario Pontificio, Libreria Editrice Vaticana, Città del Vaticano, 2003, ISBN 88-209-7422-3
- Булла Cum ad aeternam  (лат.)